# Black Stories
Black Stories, häufig auch in der Eigenschreibweise black stories, ist eine Kartenspiel-Serie von Holger Bösch mit Sammlungen von kniffligen und morbiden Geschichten. Ziel des Spiels ist es, aufgrund des kurzen Beschreibungstextes einer Geschichte zu erraten, wie die Rahmenbedingungen und Umstände lauten, die zu der beschriebenen Situation führten. Dazu dürfen die Mitspieler dem Spielleiter Fragen stellen, die dieser lediglich mit „Ja“ oder „Nein“ beantworten darf. Die Idee entspricht der von Lateral-Rätseln. Häufig sind die Black Stories daher auch als „Laterale“ oder „Ja-Nein-Rätsel“ bekannt.

## Spielablauf
Die 50 Spielkarten werden als Stapel mit der Vorderseite nach oben auf den Tisch gelegt. Der Gebieter wird festgelegt. Er nimmt die oberste Karte des Stapels und liest die Vorderseite, die Szene, laut vor und fragt: „Warum wohl?“
Dann liest er die auf der Rückseite der Karte stehende Antwort durch, behält sie jedoch für sich.
Nun können die restlichen Spieler dem Gebieter Fragen stellen, die mit „Ja“ oder „Nein“ zu beantworten sind. So arbeiten sie sich Stück für Stück an die Lösung heran, bis sie endlich die Black Story, die in dieser Szene endete, herausgefunden haben.
Dabei gilt, …
- dass die Spieler nur Fragen stellen dürfen, die prinzipiell mit „Ja“ oder „Nein“ beantwortet werden können. Nicht erlaubt wäre zum Beispiel: „Wie groß war der Mann?“ Bei solchen Fragen muss der Gebieter auf einer neuen Formulierung bestehen.

- dass die Spieler keine unbegründeten Annahmen treffen dürfen. Sie dürften zum Beispiel nicht fragen „War das Messer scharf?“, wenn aus dem Spielverlauf überhaupt nicht hervorgeht, dass es in der Geschichte ein Messer gibt. Der Gebieter weist das Ratevolk in einem solchen Fall darauf hin, dass diese Annahme nichts mit der Geschichte zu tun habe oder dass diese Annahme zu diesem Zeitpunkt unbegründet ist.

- dass die Antwort auf der Rückseite der Spielkarte die einzige richtige Antwort ist.

Neben dieser „klassischen“ Spielweise, bei der die Gruppe gemeinsam gewinnt, lassen sich Black Stories auch noch „kompetitiv“ spielen. Das Ratevolk rät nicht gemeinsam, sondern reihum fragt jeder Spieler so lange, bis der Gebieter mit „Nein“ antwortet. Wer am Ende die meisten Lösungen gefunden hat, gewinnt das Spiel.

## Beispiele
Schau mir in die Augen!
SZENE: Er schaute ihr nicht tief genug in die Augen – deshalb musste sie sterben.
STORY: Ein Arzt untersuchte eine Patientin, die soeben kollabiert war. Mit einer Lampe leuchtete er ihr ins Auge – keine Pupillenreaktion. Er stellte ihren Tod fest. Dabei hatte er tragischerweise nicht bemerkt, dass die Patientin ein Glasauge trug.
Der Fahrzeugführer
SZENE: Ein Mann stieg aus einem großen Fahrzeug und nahm sich das Leben.
STORY: Der Mann war Landwirt und fuhr seinen Mähdrescher in das Maisfeld, in dem seine Kinder unerlaubt Verstecken spielten. Als die Maschine stockte und er erkannte, dass er seine Kinder überfahren hatte, nahm er sich das Leben.
Der Koffer
SZENE: Eine Frau öffnete ihren Koffer. Als sie darin einen toten Mann fand, nahm sie sich das Leben.
STORY: Der Tote war ihr Freund. Da er keine Ausreiseerlaubnis aus seinem Heimatland bekam, hatte sie ihn in ihrem Koffer versteckt und als Luftfracht aufgegeben. Leider war die Heizung im Frachtraum ausgefallen – und er erfror.

## Veröffentlichungen
Bisher sind folgende Black-Stories-Sets erschienen:
- black stories. 50 rabenschwarze Rätsel. 2004, ISBN 978-3-89777-212-0.
- black stories 2. Noch mehr rabenschwarze Rätsel. 2005, ISBN 978-3-89777-270-0.
- black stories 3. Die 50 ultimativen schwarzen Rätsel. 2006, ISBN 978-3-89777-328-8.
- black stories – Mystery Edition. 50 mystische Rätsel. 2007, ISBN 978-3-89777-392-9.
- black stories – English Edition. 50 creepy mysteries. 2007, ISBN 978-3-89777-364-6.
- black stories 4. 50 rabenschwarze Rätsel. 2008, ISBN 978-3-89777-449-0.
- black stories – Edition francaise. énigmes noires. 2008, ISBN 978-3-89777-450-6.
- black stories 5. 50 rabenschwarze Rätsel. 2009, ISBN 978-3-89777-545-9.
- Corinna Harder, Jens Schumacher: black stories – Real Crime Edition. 50 rabenschwarze Rätsel rund um reale Kriminalfälle. 2009, ISBN 978-3-89777-544-2.
- Stefanie Rohner, Christian Wolf: black stories – Movie Edition. 50 rabenschwarze Rätsel rund um Kino Highlights. 2009, ISBN 978-3-89777-482-7.
- Nicola Berger: black stories – Köln Edition. 50 rabenschwarze Rätsel rund um Köln. 2009, ISBN 978-3-89777-483-4.
- black stories 6. 50 rabenschwarze Rätsel. 2010, ISBN 978-3-89777-602-9.
- Corinna Harder, Jens Schumacher: black stories – Krimi Edition. 50 rabenschwarze Rätsel rund um die berühmtesten Kriminalromane. 2010, ISBN 978-3-89777-566-4.
- black stories 1 + 2 limitierte Sammler-Edition. 110 rabenschwarze Rätsel. 2010, ISBN 978-3-89777-603-6.
- black stories 7. 50 rabenschwarze Rätsel. 2011, ISBN 978-3-89777-630-2.
- Corinna Harder, Jens Schumacher: black stories – Funny Death Edition. 50 rabenschwarze Rätsel rund um die skurrilsten realen Todesfälle. 2011, ISBN 978-3-89777-617-3.
- Corinna Harder, Jens Schumacher: black stories – Christmas Edition. 50 rabenschwarze Rätsel rund um tödliche Weihnachten. 2011, ISBN 978-3-89777-631-9.
- Nicola Berger: black stories – Holiday Edition. 50 rabenschwarze Rätsel rund um tödliche Ferien. 2011, ISBN 978-3-89777-616-6.
- black stories 8. 50 rabenschwarze Rätsel. 2012, ISBN 978-3-89777-674-6.
- Corinna Harder, Jens Schumacher: black stories – Mittelalter Edition. 50 rabenschwarze Rätsel rund um die finsterste aller Epochen. 2012, ISBN 978-3-89777-652-4.
- Nicola Berger: black stories – Sex and Crime. 50 rabenschwarze Rätsel rund um Liebe, Lust und Leidenschaft. 2012, ISBN 978-3-89777-653-1.
- black stories 9. 50 rabenschwarze Rätsel. 2013, ISBN 978-3-89777-747-7.
- Corinna Harder, Jens Schumacher: black stories – Shit Happens Edition. 50 rabenschwarze Rätsel rund um die absurdesten realen Unglücksfälle. 2013, ISBN 978-3-89777-711-8.
- Corinna Harder, Jens Schumacher: black stories – Christmas Edition 2. 50 neue rabenschwarze Rätsel rund um tödliche Weihnachten. 2013, ISBN 978-3-89777-748-4.
- black stories 10. 50 rabenschwarze Rätsel. 2014, ISBN 978-3-89777-800-9.
- Nicola Berger: black stories – Office Edition. 50 rabenschwarze Rätsel rund um den Wahnsinn im Büro. 2014, ISBN 978-3-89777-788-0.
- Nicola Berger: black stories – Medizin Edition. 50 rabenschwarze Rätsel aus der Welt der Medizin. 2014, ISBN 978-3-89777-787-3.
- Corinna Harder, Jens Schumacher: black stories – Funny Death Edition 2. 50 neue rabenschwarze Rätsel rund um die skurrilsten realen Todesfälle. 2014, ISBN 978-3-89777-807-8.
- Corinna Harder, Jens Schumacher: black stories – Dark Tales Edition. 50 rabenschwarze Rätsel aus dem Reich der Mythen, Sagen und Legenden. 2015, ISBN 978-3-89777-801-6.
- Johannes Bartels: black stories – Bibel Edition. 50 rabenschwarze Rätsel rund um das Buch der Bücher. 2015, ISBN 978-3-89777-830-6.
- black stories – Latein Edition. 50 aenigmata nigerrima. 2015, ISBN 978-3-89777-831-3.
- black stories – Science Fiction Edition. 50 rabenschwarze Rätsel rund um Science-Fiction-Movies. 2016, ISBN 978-3-89777-895-5.
- Corinna Harder, Jens Schumacher: black stories – Strange World Edition. 50 rabenschwarze Rätsel aus aller Welt. 2017, ISBN 978-3-89777-899-3.
- Corinna Harder, Jens Schumacher: black stories – Super Heroes Edition. 50 rabenschwarze Rätsel rund um Superhelden und ihre Superkräfte. Moses 2017, ISBN 978-3-89777-925-9.
- Corinna Harder, Jens Schumacher: black stories – Mörderische Bescherung. 24 black stories zur Weihnachtszeit. 2017, ISBN 978-3-89777-927-3.
- Corinna Harder, Jens Schumacher: black stories – Daily Disasters Edition. 50 rabenschwarze Rätsel rund um die dümmsten realen Missgeschicke. 2018, ISBN 978-3-89777-971-6.
- Corinna Harder, Jens Schumacher: black stories – Bloody Cases Edition. 50 rabenschwarze Rätsel rund um reale Kriminalfälle. 2018, ISBN 978-3-89777-972-3.
- Sebastian Fitzek: black stories – Sebastian Fitzek Edition. 50 rabenschwarze Rätsel aus dem Reich des Thriller-Autors. 2018, ISBN 978-3-89777-991-4.
- Maximilian Schulz, Simon Meßmer: black stories – Dark Night Edition. 50 rabenschwarze Rätsel für schlaflose Nächte. 2019, ISBN 978-3-89777-967-9.
- Nicola Berger, Bernhard Skopnik: black stories: Killer Ladies Edition. 50 rabenschwarze Rätsel rund um mordsstarke Frauen. 2019, ISBN 978-3-96455-011-8.
- Nele Neuhaus: black stories: Nele Neuhaus Edition. 50 rabenschwarze Rätsel in der Nele Neuhaus Edition. 2019, EAN 4-033477-900746.
- Ursula Poznanski: black stories: Ursula Poznanski Edition. 50 rabenschwarze Rätsel von Ursula Poznanski. 2021, EAN 4-033477-900791.
- Maximilian Schulz, Simon Meßmer: black stories – Berlin. 50 rabenschwarze Rätsel rund um Berlin. 2021, ISBN 978-3-96455-066-8.

Bisher erschienene Junior-Editionen der black stories:
- 2009: blue stories: 50 sagenumwobene Rätsel aus den Tiefen des Meeres, ISBN 978-3-89777-484-1.
- 2009: green stories: 50 abenteuerliche Rätsel aus wilden Wäldern, ISBN 978-3-89777-485-8.
- 2009: pink stories: 50 verflixt verhexte Rätsel nur für Mädchen, ISBN 978-3-89777-486-5.
- 2009: white stories: 50 gespenstische Rätsel über geisterhafte Erscheinungen, ISBN 978-3-89777-547-3.
- 2010: yellow stories: 50 glutheiße Rätsel aus Wüste und Prärie, ISBN 978-3-89777-567-1.
- 2010: silver stories: 50 galaktische Rätsel aus den Weiten des Weltalls, ISBN 978-3-89777-604-3.
- 2013: golden stories: 50 erlauchte Rätsel von verschollenen Schätzen und versunkenen Königreichen, ISBN 978-3-89777-714-9.
- 2018: red stories: 50 knifflige Kriminalfälle für scharfsinnige Spürnasen, ISBN 978-3-89777-928-0 (Autor: Corinna Harder).
- 2018: school stories: 50 knifflige Rätsel für scharfsinnige Schüler, ISBN 978-3-89777-976-1 (Autor: Corinna Harder).
- 2019: rainbow stories: 50 fabelhaft verzwickte Rätsel voller Magie, ISBN 978-3-96455-007-1 (Autor: Corinna Harder).

Weitere Publikationen im Zusammenhang mit black stories:
- 2009: black stories – Das Spiel.
- 2009: black stories Stadt-Land-Tod.
- 2010: black stories – Die Erweiterung Das Spiel geht weiter.
- 2013: black pete Schwarzer Peter in der black stories-Variante (Autor: Jens Schumacher).
- 2013: black stories – Making of Was Sie schon immer über black stories wissen wollten – 10 Jahre black stories, ISBN 978-3-89777-712-5.
- 2015: last man falling Mau Mau in der black stories-Variante (Autor: Jens Schumacher).